# Тютчевская улица
Тю́тчевская улица — меридиональная улица в историческом районе Ржевка Красногвардейского района Санкт-Петербурга. Начинается от Пороховского кладбища и заканчивается тупиком за Ковалёвской улицей. Параллельна Рябовскому шоссе.

## История
Название Тютчевская улица дано в начале XX века в честь русского поэта Фёдора Ивановича Тютчева.
По другим данным название связано с фамилией землевладельца.

## Транспорт
Ближайшая к Тютчевской улице станция метро — «Ладожская» 4-й (Правобережной) линии (около 5,9 км по прямой от начала улицы).
Движение наземного общественного транспорта по улице отсутствует.
Ближайшая к Тютчевской улице железнодорожная станция — Ржевка (около 600 м по прямой от конца улицы).

## Пересечения
С юга на север (по увеличению нумерации домов) Тютчевскую улицу пересекают следующие улицы:
- Беломорская улица — пересечение;
- Ковалёвская улица — пересечение.

## Достопримечательности
Застроена деревянными домами.